# Arroio Ibicuí da Cruz
Arroio Ibicuí da Cruz är ett vattendrag i Brasilien.   Det ligger i delstaten Rio Grande do Sul, i den södra delen av landet, 1 800 km söder om huvudstaden Brasília.
Trakten runt Arroio Ibicuí da Cruz består i huvudsak av gräsmarker. Trakten runt Arroio Ibicuí da Cruz är nära nog obefolkad, med mindre än två invånare per kvadratkilometer.